# Rakietowe szlaki
Rakietowe szlaki – cykl antologii opowiadań science fiction, zapoczątkowany w latach pięćdziesiątych.
Pierwsze wydanie antologii, jedna z pierwszych takich książek fantastycznych wydanych w Polsce, ukazało się w roku 1958 nakładem wydawnictwa „Czytelnik”. Wyboru opowiadań dokonali Jan Zakrzewski i Julian Stawiński. Antologia zawiera głównie (poza tekstem Arthura C. Clarke’a) opowiadania amerykańskie z drugiej połowy lat 40. i początku lat 50. Obok Kryształowego sześcianu Wenus i cyklu Kroki w nieznane była to jedna z najbardziej znanych w Polsce antologii fantastycznych. Opowiadania tłumaczyli Julian Stawiński, Jan Zakrzewski i Krzysztof Zarzecki.
Wznowiona (w wyborze) w roku 1978 antologia zapoczątkowała serię „Z kosmonautą”. W tym samym roku wydano drugi tom antologii pod redakcją Lecha Jęczmyka zawierający kolejną porcję opowiadań autorów anglosaskich, tym razem z lat 60. i 70.
W latach 2011–2012 Wydawnictwo Solaris wydało siedem tomów nowej edycji Rakietowych szlaków pod redakcją Lecha Jęczmyka i Wojciecha Sedeńki. W zbiorze znalazły się nie tylko teksty autorów zachodnich, ale również polskich, rosyjskich i czeskich, które powstawały na przestrzeni prawie 80 lat (najstarsze, Shambleau C.L. Moore pochodzi z 1933 roku, najnowsze, Opowieść Wigilijna Marka Oramusa, z 2012).
Wydawnictwo zapowiedziało kolejne tomy: 7. i 8. na lata 2025 i 2026.
Antologia doczekała się recenzji, m.in. w fanzinie Esensja i portalu Poltergeist (polter.pl).

## Zawartość wydania z 1958
- Cyril M. Kornbluth – Czarna walizeczka (The Little Black Bag)
- Jack Finney – Zajmujący sąsiedzi (Such Interesting Neighbours)
- Ray Bradbury – Nadejdą deszcze (There Will Come Soft Rains)
- Robert A. Heinlein – Drogi muszą być w ruchu (The Roads Must Roll)
- Harry Harrison – Skalny nurek (Rock Diver)
- John Berryman – Licencja pilota (Space Rating)
- Alfred Elton van Vogt – List z innej planety
- H.B. Fyfe(inne języki) – Sałata i brylant (In Value Deceived)
- Murray Leinster – Parlamentariusz (Propagandist)
- Robert Sheckley – Instynkt myśliwski (Hunting Problem)
- Clifford D. Simak – Współczynnik racjonalności (Limiting Factor)
- Murray Leinster – Samotna planeta (The Lonely Planet)
- Alfred Elton van Vogt – Zaczarowane miasto (Enchanted Village)
- Malcolm Jameson(inne języki) – Lilie życia (Lilies of Life)
- Poul Anderson – Pomocna dłoń (The Helping Hand)
- Isaac Asimov – Dziedziczność (Heredity)
- Arthur C. Clarke – Wyprawa ratunkowa (Rescue Party)
- Robert Zacks – Kontrolex (Controlex)

## Zawartość wydania z 1978

### Tom I
- Cyril M. Kornbluth – Czarna walizeczka(inne języki)
- Jack Finney – Zajmujący sąsiedzi
- Ray Bradbury – Nadejdą deszcze
- Harry Harrison – Skalny nurek
- Robert Sheckley – Instynkt myśliwski
- Murray Leinster – Samotna planeta
- A.E. van Vogt – Zaczarowane miasto
- Malcolm Jameson(inne języki) – Lilie życia
- Poul Anderson – Pomocna dłoń
- Arthur C. Clarke – Wyprawa ratunkowa

### Tom II
- Brian W. Aldiss – Człowiek ze swoim czasem (Man in His Time)
- Poul Anderson – Eutopia
- Barrington Bayley – Rejs po promieniu (The Radius Riders)
- John Brunner – Faktograf nr 6 (Factsheet 6)
- Alan Dean Foster – Polacy to ludzie łagodni (Polonaise)
- Ursula K. Le Guin – Rękopis na ziarenkach akacji (The Author of the Accacia Seeds)
- Stephen Robinett(inne języki) – Piekłomiot 4 (Hellbent 4)
- Bob Shaw – Członek rzeczywisty (A Full Member of the Club)
- Clifford D. Simak – Barak budowlany (Construction Shack)
- Norman Spinrad[a] – Coś pięknego (A Thing of Beauty)
- Theodore Sturgeon – Powolna rzeźba (Slow Sculpture)
- William Tenn – Bernie Faust (Bernie the Faust)
- Roger Zelazny – Diabelski samochód (Devil Car)

## Zawartość wydania z 2011–2012

### Tom I
Wybór i wstęp: Lech Jęczmyk; Wydanie I z 2011; Agencja „Solaris” Małgorzata Piasecka.
- John Varley – Porwanie w powietrzu (Air Raid)
- R.A. Lafferty – Najdłuższy obraz świata (All Pieces of River Shore)
- Ian Watson – Powolne ptaki (Slow Birds)
- Theodore Sturgeon – Skalpel Occama (Occama's Scalpel)
- Barrington J. Bayley – Rejs po promieniu (The Radius Raiders)
- William Tenn – Bernie Faust (Bernie Faust)
- Robert Zacks – Kontrolex (Controlex)
- Dymitr Bilenkin – To niemożliwe (Nie bywajet)
- Brian W. Aldiss – Człowiek ze swoim czasem (Man in His Time)
- Alexander Jablokov(inne języki) – Strażnik Śmierci (Deathbinder)
- Jurij Nagibin – Tajemniczy dom (Tainstwiennyj dom)
- Henry Kuttner – Profesor opuszcza scenę (Exit the Professor)
- Tuli Kupferberg(inne języki) – Tęsknota (A Personal Touch)
- James White – Ubranie na miarę (Custom Fitting)
- Robert Sheckley – Bitwa (The Battle)
- Roger Zelazny – Róża dla Eklezjastesa (A Rose for Eccelesiastes)
- Ursula K. Le Guin – Ci, którzy odchodzą z Omelas (The Ones Who Walk Away from Omelas)
- Ilja Warszawski – Ucieczka (Pobieg)
- Gordon R. Dickson – Mów mu, Panie (Call Him Lord)
- Gene Wolfe – Jak przegrałem II wojnę światową i pomogłem powstrzymać niemiecką inwazję (How I Lost the Second World War and Helped Turn Back the German Invasion)

### Tom II
- Robert Sheckley – Zwiadowca-minimum
- John Varley – Pchacz
- Ondřej Neff – Największy świr w dziejach swangu
- Harry Harrison – Skalny nurek
- Nikołaj Gudaniec(inne języki) – Arka
- Barrington J. Bayley – Statek, który żeglował po oceanie kosmosu
- Tom Joseph – Teoria jednolitego pola
- Brian W. Aldiss – Trzeźwe odgłosy poranka w jednym z odległych krajów
- Ian Watson – Okna
- Roger Zelazny – Auto-da-fé
- Timothy Zahn – Gambit pionka
- Theodore Sturgeon – Powolna rzeźba
- Michael Swanwick – Jest tu ktoś z Utah?
- Dymitr Bilenkin – Jego Mars
- Andrew Weiner(inne języki) – Nowy człowiek
- R.A. Lafferty – Dziewięćset prababek
- Ursula K. Le Guin – Królowa Zimy
- Ian Watson – W duchu Lukrecjusza
- Ilja Warszawski – Kursant Płoszkin
- Marek S. Huberath – -” Wrócieeś Sneogg, wiedziaam”
- Gene Wolfe – Wojna pod choinką

### Tom III
- Roger Zelazny – Aleja potępienia
- Robert Sheckley – Bezgłośny pistolet
- Ursula K. Le Guin – Dzień przed rewolucją
- Clifford D. Simak – Grota tańczących jeleni(inne języki)
- Marek S. Huberath – Kara większa
- R.A. Lafferty – Kraina Wielkich Koni
- Ray Bradbury – Mały morderca
- John Varley – NACIŚNIJ ENTER■
- Alan Dean Foster – Polacy to ludzie łagodni
- Michael Swanwick – Powolne życie
- Catherine Lucille Moore – Shambleau
- Dan Simmons – Śmierć w Bangkoku

### Tom IV
- Michael Bishop – Samuraj i wierzby
- Ray Bradbury – Poczwarki
- Stephen R. Donaldson – Miłośnik zwierząt
- Harlan Ellison – Zabójca światów
- R.A. Lafferty – Matka Euremy(inne języki)
- Ursula K. Le Guin – Samotność
- Fritz Leiber – Statek cieni(inne języki)
- Robert Sheckley – Duch V
- Clifford D. Simak – Rzecz w kamieniu
- Siergiej Siniakin(inne języki) – Mnich na skraju ziemi
- John Varley – Bitnik Bajou
- Rafał A. Ziemkiewicz – Szosa na Zaleszczyki

### Tom V
- Barrington J. Bayley – The Ship of Disaster
- Harlan Ellison – Chłopiec i jego pies
- Fritz Leiber – Zdążyć na Zeppelina(inne języki)
- George R.R. Martin – Pieśń dla Lyanny
- Larry Niven – Gwiazda neutronowa(inne języki)
- Marek Oramus – Opowieść Wigilijna
- Robert Sheckley – Bilet na Tranai
- Robert Silverberg – Tajemny gość
- Clifford D. Simak – Wielkie podwórze frontowe(inne języki)
- Michael Swanwick – Legiony czasu
- Jack Vance – Księżycowa ćma
- Roger Zelazny – Bramy jego twarzy, lampy jego ust

### Tom VI
- Michael Bishop – Krzyk serca
- Brian W. Aldiss – Śliniaste drzewo
- Joe Haldeman – W duchu Hemingwaya
- Larry Niven – Pogranicze Sol
- Robert Sheckley – Niekończący się western
- Andrzej Ziemiański – Autobahn nach Poznań
- John Varley – Uporczywość widzenia(inne języki)
- Frederik Pohl – Fermi i mróz(inne języki)
- Fredric Brown – Kopuła

### Tom VII
- Frederik Pohl – Więcej niż zmarłych
- Michael Moorcock – Strumień czasu
- Robert A. Heinlein – Logika imperium
- Victor Contoski(inne języki) – Gambit Von Gooma
- George R.R. Martin – Droga Krzyża i Smoka(inne języki)
- Jack Vance – Ostatni zamek
- Cyril M. Kornbluth – Czarna walizeczka(inne języki)
- Bob Shaw – Frywolna Mona Liza
- Mike Resnick – Roboty nie płaczą
- Robert Sheckley – Cena ryzyka
- Lucius Shepard(inne języki) – Jasna Zielona Gwiazda
- Wiktor Żwikiewicz – Ballada o przekleństwie
- H. Beam Piper(inne języki) – Bóg prochu